# Богуславский, Сергей Анатольевич
Сергей Анатольевич Богуславский (1883—1923) — российский физик, профессор Московского университета в 1918—1923 годах.

## Биография
Родился и рос в Москве, но в 1901 году из-за заболевания туберкулёзом вынужден был переехать в Германию.
В 1905 году поступил во Фрайбургский университет, в 1907 году перешёл в Гёттингенский университет, учился под руководством Вольдемара Фойгта, Давида Гилберта, Германа Минковского и Феликса Клейна, осенью 1913 года стал доктором философии. Старшими товарищами Богуславского в Гёттингене были Теодор фон Карман и Макс Борн.
В 1915 году, во время войны, Богуславский вернулся в Россию и в апреле 1918 года стал магистром физики Петроградского университета.
Осенью 1918 года Богуславский был избран профессором Саратовского университета, в марте 1919 года — профессором Московского университета. До весны 1921 года Богуславский жил в Саратове, совмещая оба поста, весной 1921 года вернулся в Москву, занимался административной работой, обустраивал учебную базу преподавания и изучения теоретической физики. Летом 1922 года обострение туберкулёза вновь вынудило его уехать на лечение за границу. Облегчение оказалось краткосрочным: в мае 1923 года, вскоре после возвращения в Москву, Богуславский слёг и через четыре месяца умер. Похоронен на Новодевичьем кладбище.
По мнению Г. С. Ландсберга, в научном наследии Богуславского наиболее ценны работы по пироэлектричеству, излучению абсолютно чёрного тела и не опубликованная при жизни монография о движении электронов в электромагнитном поле («Пути электронов в электромагнитных полях», 1929). Независимо от Ленгмюра, Богуславский вывел формулу зависимости тока в коаксиальном цилиндрическом вакуумном диоде от напряжения на его электродах. Закон степени трёх вторых (закон Ленгмюра, закон Чайлда — Ленгмюра), обобщающий эту зависимость для различных конфигураций идеального диода, в советской науке также назывался законом Чайлда — Ленгмюра — Богуславского.
С. А. Богуславским в его магистерской диссертации «Основы молекулярной физики и применение статистики к вычислению термодинамических потенциалов» (1917, защищена в 1918, напечатана в 1922) был предложен метод вычисления изобарно-изотермического потенциала (потенциала Гиббса). Статистические ансамбли и соответствующие им распределения, аналогичные каноническому ансамблю  и каноническому распределению Гиббса, в которых в качестве независимых параметров фигурируют не обобщенные термодинамические координаты, а соответствующие этим координатам обобщенные термодинамические силы, носят название ансамблей Богуславского.
Избранные труды Богуславского были переизданы в 1961 году (Богуславский, С. А. Избранные труды по физике / ред. проф. В. К. Семенченко. — М.: Государственное издательство физико-математической литературы, 1961. — 436 с.).